# アマドゥ・ハイダラ
アマドゥ・ハイダラ（Amadou Haidara, 1998年1月31日 - ）は、マリ出身のサッカー選手。ポジションはミッドフィールダー。RBライプツィヒ所属。

## 来歴
2016年7月、オーストリアのレッドブル・ザルツブルクに移籍し、すぐにセカンドチームにあたるFCリーフェリングにレンタル移籍した。
2018年12月22日、ドイツ・ブンデスリーガのRBライプツィヒに移籍した。

## 代表歴
マリ代表として各年代でプレーし、2017年10月6日、コートジボワール代表戦でA代表デビューを果たした。

## 所属クラブ
- レッドブル・ザルツブルク 2016-2019

→ FCリーフェリング 2016 (loan)
- RBライプツィヒ 2019-